# Marie Giraud
Pour les articles homonymes, voir Giraud.
Marie Giraud, née le 24 janvier 1899 et morte le 11 février 2000, est une cheffe d'entreprise, résistante et personnalité politique française. Elle est l'une des premières femmes maires en France, de 1945 à 1947, avant de devenir adjointe municipale.

## Biographie

### Enfance et formation
Marie-Louise-Nina Giraud naît le 24 janvier 1899 à Marcols-les-Eaux, dans le département français de l'Ardèche,. Ses parents, Clovis Giraud (1855-1920) et Jeanne-Émilie Lafaye de Micheaux (1870-1905), ont déjà un enfant, Jean,. Son père est à la tête d'une entreprise de moulinage. Elle a six ans lorsque sa mère meurt.
Elle effectue des études et obtient le brevet supérieur, qui est alors, pour les filles, l'équivalent du baccalauréat. Étudiant à Grenoble, elle y apprend l'anglais.

### Carrière professionnelle
Lorsque son père meurt, elle arrête se études et rentre au domicile familial, où elle prend en charge son frère, qui a un handicap marqué, décide de rester célibataire et reprend les rênes de l'entreprise familiale. Celle-ci compte alors environ vingt employés et s'étend sur soixante hectares mis en location auprès de fermiers. Marie Giraud obtient son permis de conduire, ce qui lui permet de se déplacer à sa guise.
Après la guerre, en 1946, Marie Giraud passe à l'arboriculture fruitière. L'entreprise de moulinage est fermée en 1966.

### Seconde guerre mondiale et résistance
Durant la Seconde Guerre mondiale, Marie Giraud a aidé des réfugiés, un aviateur anglais et la Résistance française,. Dès 1940, elle abrite des réfugiés venus de Belgique, puis, en 1943-1944, deux Hollandais d'origine juive.
Le 3 novembre 1943, alors qu'a lieu une opération aérienne de parachutage, un avion de la Royal Air Force volant trop bas accroche un relief et s'écrase sur le territoire de la commune de Marcols-les-Eaux. Parmi les huit militaires qui sont à son bord, sept meurent. Le survivant, le sergent anglais John Brough, blessé, parvient à rejoindre tant bien que mal une ferme proche. La ferme, tenue par la famille Croze, l'abrite ; dès le lendemain matin, un oncle de la famille, Georges Croze, est averti : il décide de prendre conseil auprès de Marie Giraud, en raison de la culture et de la personnalité de celle-ci, reconnues localement. Marie Giraud demande à la famille de ne plus penser à prévenir le maire de la commune, par crainte de la collaboration avec les nazis. Puis, comme elle parle anglais, elle rejoint la ferme et le militaire ; elle aide la famille à le cacher puis s'en charge à son domicile,,. Le même jour, les gendarmes locaux mènent une enquête sur le site du crash, tandis que dès le lendemain, ce sont ceux Allemands venus de Privas qui reprennent l'enquête. Peu de jours après, le capitaine de la Résistance Henri Faure, venu de Valence, vient chercher l'aviateur chez Marie Giraud — après un passage par Valence puis Lyon, John Brough rentrera en Angleterre le 8 février 1944.

### Carrière politique
En France, les femmes obtiennent les droits de vote et d'éligibilité en 1944. À Marcols-sur-Eaux, des habitants sollicitent Marie Giraud pour qu'elle se présente aux élections municipales d'avril 1945 ; deux autres femmes feront également partie des différents candidats. Élue, puis nommée maire par le conseil municipal, Marie Giraud est la première maire de sexe féminin d'Ardèche, dans la commune de Marcols-les-Eaux ; elle le sera durant deux ans,,. Par la suite, elle sera conseillère municipale et ce jusqu'en 1977.

### Engagements en faveur des personnes pauvres
Marie Giraud effectue du soutien scolaire auprès de personnes pauvres et fait partie de la Croix-Rouge de sa région.

### Vie privée
Marie Giraud est restée célibataire et sans enfants. Elle a préféré éviter de se marier afin de pouvoir s'occuper de son frère, handicapé. Par ailleurs, elle est active dans la religion protestante et sa paroisse.

### Mort
Marie Giraud meurt le 11 février 2000,.

## Hommages
- Médaille de la Reconnaissance française (1951), avec les frères Croze[2],[6].
- J.C. Saby publie sur elle une note bibliographique dans Femmes en Ardèche no 79 (2003)[6].
- La commune de Marcols-les-Eaux comporte une place Marie Giraud depuis octobre 2010[2].